# Achete
Achete é uma povoação portuguesa do Município de Santarém que foi sede da extinta Freguesia de Achete, freguesia que tinha 31,63 km² de área e 1 918 habitantes (2011), e, por isso, uma densidade populacional de 60,6 hab/km². 
A Freguesia de Achete foi extinta e agregada às freguesias de Azoia de Baixo e de Póvoa de Santarém para criar a União das freguesias de Achete, Azoia de Baixo e Póvoa de Santarém.
Além da sede, constavam da Freguesia de Achete as aldeias seguintes: Dom Fernando, Monte-Gordo, Fonte da Pedra, Nabais, Bouças, Dovagar, Arneiro, Dona Belida, Caparrota, Alcaidaria e parte da Torre do Bispo.

## História
Achete, ou Chete, como se nomeia nos estatutos da Ordem de Cristo, era, em 1747, uma freguesia da Comarca e termo da Vila de Santarém, Patriarcado de Lisboa, na Província da Estremadura. Tinha duzentos e sessenta vizinhos, sendo toda montuosa, mas não com tanta aspereza que não fossem quase todos os montes capazes de cultura. 
Era cortada por alguns ribeiros, que no Inverno lhe serviam ao despejo das águas, sendo raro o que no Verão conservava alguma corrente, só algum por se avizinhar a alguma fonte mais abundante. Destas era bem provida a freguesia, porque além de serem bastantes no número, a qualidade da água era muito boa, e sadia. Havia junto à Chã de Baixo um poço chamado do Rendeiro, cuja água tinha virtude de fazer despegar as sanguessugas dos animais, indo beber nela.
A igreja estava fora da povoação, com vizinhança do pároco e mais quatro moradores, e perto dela uma aldeia chamada Arneiro dos Borralhos. Constava de uma só nave, e era seu orago Nossa Senhora da Purificação. Tinha cinco altares com as imagens seguintes: No maior a imagem de [Cristo Crucificado]; à parte da Epístola, Nossa Senhora; e à do Evangelho, a Senhora Santa Ana. Tinha mais as imagens de Nossa Senhora, e o Evangelista ao pé da Cruz; o altar da Santíssima Trindade com sua imagem, e aos lados São Sebastião e São Vicente; e o altar de Jesus Maria José com sua confraria. Das grades para fora à parte da Epístola tem uma Capela de Nossa Senhora da Conceição com sua imagem, irmandade e capelão; da parte do Evangelho, a capela de Nossa Senhora do Rosário com sua imagem, e aos lados as de Santo António e São Bento, e uma imagem de Nossa Senhora do Rosário de pequena estatura, que serve nas procissões do Rosário, de que tem irmandade e dois capelães. O pároco era vigário, provido pela Mitra Patriarcal, e por concurso se fazia a eleição do pároco, que tinha de renda quarenta mil reis, seis alqueires de trigo, e seis almudes de vinho com pé-de-altar. Tinha coadjutor, a quem pagava a comenda.
O principal fruto da terra era o azeite, muito e bom, em cuja fábrica se ocupavam em ano de safra dezassete lagares, que nesta freguesia estavam prontos, e todos tinham que fazer. Produzia de todos os mais frutos, menos trigo, e vinho, de que era pouco abundante, mas esse pouco que dava era excelente.
Tinha esta freguesia cinco juízes da vintena, subordinados todos às Justiças da Vila de Santarém.

## População
| População da freguesia de Achete | População da freguesia de Achete | População da freguesia de Achete | População da freguesia de Achete | População da freguesia de Achete | População da freguesia de Achete | População da freguesia de Achete | População da freguesia de Achete | População da freguesia de Achete | População da freguesia de Achete | População da freguesia de Achete | População da freguesia de Achete | População da freguesia de Achete | População da freguesia de Achete | População da freguesia de Achete |
| -------------------------------- | -------------------------------- | -------------------------------- | -------------------------------- | -------------------------------- | -------------------------------- | -------------------------------- | -------------------------------- | -------------------------------- | -------------------------------- | -------------------------------- | -------------------------------- | -------------------------------- | -------------------------------- | -------------------------------- |
| 1864                             | 1878                             | 1890                             | 1900                             | 1911                             | 1920                             | 1930                             | 1940                             | 1950                             | 1960                             | 1970                             | 1981                             | 1991                             | 2001                             | 2011                             |
| 1 547                            | 1 704                            | 2 202                            | 2 608                            | 2 817                            | 2 890                            | 3 234                            | 3 137                            | 3 415                            | 2 975                            | 2 326                            | 2 437                            | 2 189                            | 1 895                            | 1 918                            |

| Distribuição da População por Grupos Etários | Distribuição da População por Grupos Etários | Distribuição da População por Grupos Etários | Distribuição da População por Grupos Etários | Distribuição da População por Grupos Etários | Distribuição da População por Grupos Etários | Distribuição da População por Grupos Etários | Distribuição da População por Grupos Etários | Distribuição da População por Grupos Etários | Distribuição da População por Grupos Etários |
| -------------------------------------------- | -------------------------------------------- | -------------------------------------------- | -------------------------------------------- | -------------------------------------------- | -------------------------------------------- | -------------------------------------------- | -------------------------------------------- | -------------------------------------------- | -------------------------------------------- |
| Ano                                          | 0-14 Anos                                    | 15-24 Anos                                   | 25-64 Anos                                   | > 65 Anos                                    |                                              | 0-14 Anos                                    | 15-24 Anos                                   | 25-64 Anos                                   | > 65 Anos                                    |
| 2001                                         | 198                                          | 249                                          | 920                                          | 528                                          |                                              | 10,4%                                        | 13,1%                                        | 48,5%                                        | 27,9%                                        |
| 2011                                         | 267                                          | 151                                          | 987                                          | 513                                          |                                              | 13,9%                                        | 7,9%                                         | 51,5%                                        | 26,7%                                        |

Média do País no censo de 2001:  0/14 Anos-16,0%; 15/24 Anos-14,3%; 25/64 Anos-53,4%; 65 e mais Anos-16,4%
Média do País no censo de 2011:   0/14 Anos-14,9%; 15/24 Anos-10,9%; 25/64 Anos-55,2%; 65 e mais Anos-19,0%